# Niccolò di Tommaso

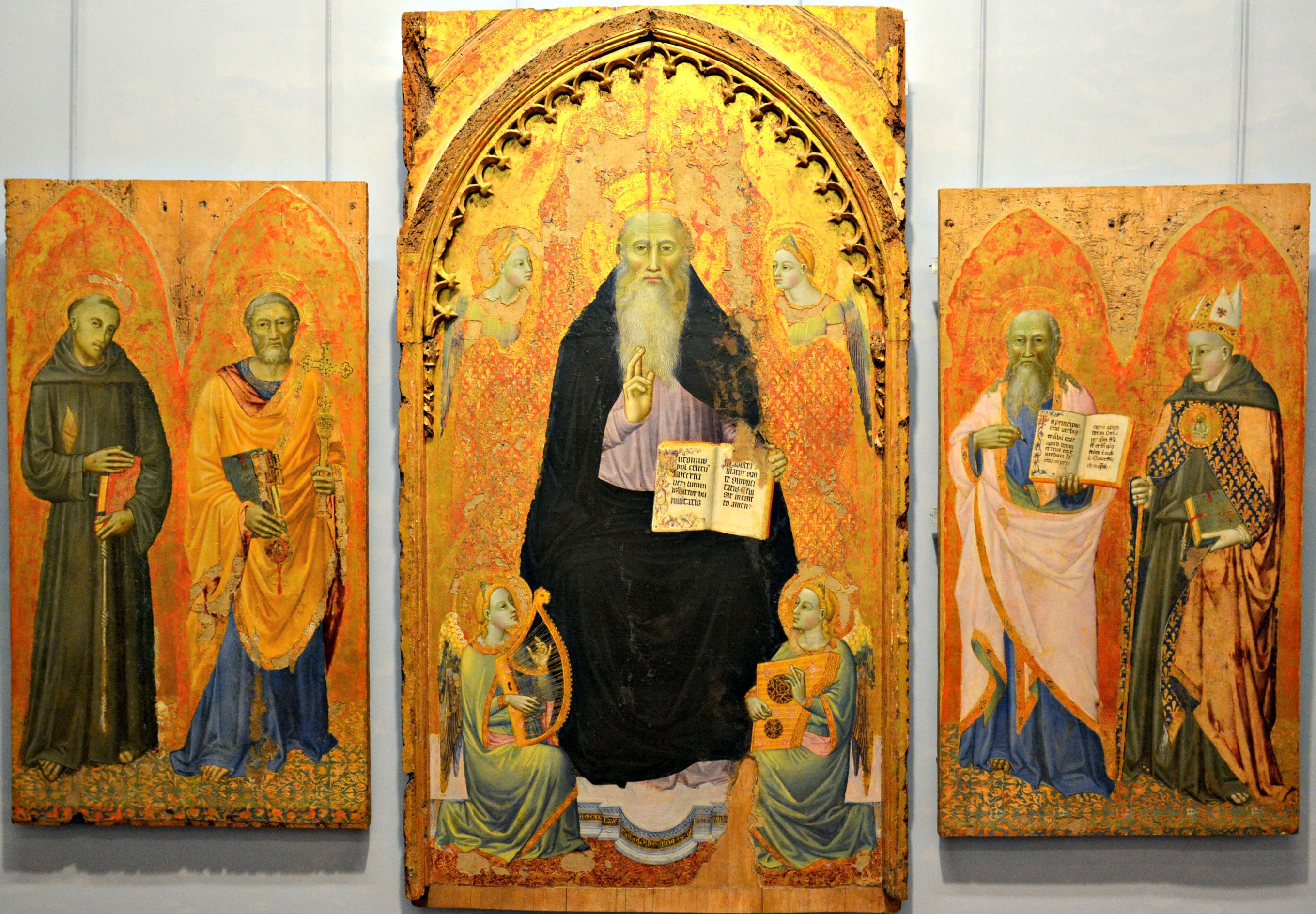
Triptych se sv. Antonínem a dalšími svatými, 1371, Museo di Capodimonte, Neapol

Niccolò di Tommaso (aktivní 1346–1376) byl italský malíř působící ve Florencii, Neapoli a Pistoii.
Je zdokumentováno, že v roce 1346 vstoupil do Arte dei Medici e Speziali. Byl ovlivněn Masem di Banco. K roku 1370 pracoval s Nardem di Cione na Strozziho kapli v Santa Maria Novella. Téhož roku působil v kostele San Giovanni Fuorcivitas v Pistoii. V roce 1371 odcestoval do Neapole, kde namaloval polyptych pro kostel Sant’Antonio Abate. Po svém návratu do Toskánska vytvořil fresky pro kostel Tau v Pistoii. Namaloval Korunovaci Panny Marie (Accademia, Benátky), Masakr neviňátek (Uffizi, Florencie) a také Madonnu del Parto v kostele San Lorenzo ve Florencii.